# Becton Dickinson
Becton Dickinson — американская медицинская технологическая компания, производящая и продающая медицинские приборы, инструменты, реагенты. Штаб-квартира компании расположена в городе Франклин-Лейкс округа Берген (штат Нью-Джерси, США).

## История
Компания основана в 1897 году Максвеллом Бектоном (Maxwell W. Becton) и Фэрли Дикинсоном. Первоначально продавала импортированные из Европы термометры и шприцы, позже сама начала их производство. В 1904 году были куплены два производителя хирургических инструментов, Philadelphia Surgical Company и Wigmore Company. В 1906 году компания была официально зарегистрирована в штате Нью-Джерси под названием Becton, Dickinson & Company. В 1913 году была поглощена нью-йоркская компания Surgical Supply Import Company, крупный импортёр медицинского оборудования из Европы. В 1921 году была приобретена Physicians Specialty Company, которую основал и возглавлял Эндрю Фляйшер (Andrew W. Fleischer), изобретатель стетоскопа и сфигмоманометра. В 1924 году Becton Dickinson начала выпуск инсулиновых шприцов. В 1943 году был куплен производитель шприцов Multifit.
В 1948 году компанию возглавили сыновья основателей, Генри Бектон и Фэрли Дикинсон, мл.; под их руководством компания значительно расширила ассортимент продукции, в частности, в диагностическое оборудование. Было поглощено несколько компаний, включая Carworth Inc. (крупнейший в США поставщик лабораторных мышей), Wilson Rubber Company (производитель резиновых перчаток, 1954 год), Baltimore Biological Laboratories (производитель одноразовых систем переливания крови, 1955 год), Bard-Parker Company (производитель скальпелей, 1956 год). К 1964 году выручка компании достигла 70 млн долларов, из них 60 % приходилось на одноразовые шприцы и иглы. Международная экспансия началась с открытия в 1951 году филиала в Канаде. В следующем году был куплен мексиканский производитель шприцов MAPAD, а также открыт завод во Франции. В 1956 году компания вышла на рынок Бразилии, а в 1963 году открыла завод в Ирландии. Также в 1963 году акции компании начали котироваться на Нью-Йоркской фондовой бирже. В 1966 году компания вошла в рейтинг Fortune 500.
В 1974 году компанию возглавил Уэсли Хоу (Wesley J. Howe). За 20 лет его правления Becton Dickinson существенно увеличила размер выручки (с 456 млн долларов в 1975 году до 2,47 млрд долларов в 1993 году), в значительной мере за счёт зарубежных операций (их доля к 1993 году достигла 44 % выручки). В 1995 году было создано совместное предприятие в КНР и началось строительство завода в Индии производительностью 1 млрд одноразовых шприцов в год. В 1998 году была куплена южнокорейская компания Boin Medica, крупнейший в стране поставщик медицинского оборудования и материалов.
В 2014 году за 12,2 млрд долларов была куплена компания CareFusion. Следующим крупным приобретением стала компания CR Bard, Inc. в 2017 году. В 2022 году подразделение продукции для диабетиков было выделено в самостоятельную компанию Embecta.

## Деятельность
Подразделения по состоянию на 2023 год:
- BD Medical — производство различных видов катетеров, канюль, шприцов и другого оборудования для введения лекарств; 49 % выручки;
- BD Life Sciences — производство оборудования для отбора и анализа биологических образцов, в частности, для автоматического анализа крови; 26 % выручки;
- BD Interventional — производство хирургических инструментов и урологического оборудования; 24 % выручки.

Научно-исследовательские центры компании расположены а США, Индии, КНР, Сингапуре и Ирландии.
Выручка компании за 2023 год составила 19,4 млрд долларов, из них на США пришлось 57 %, на Европу, Ближний Восток и Африку — 22 %, Азию — 15 %, другие регионы — 6 %.
В списке крупнейших публичных компаний мира Forbes Global 2000 за 2024 год Becton Dickinson заняла 409-е место, а в списке крупнейших компаний США Fortune 500 оказалась на 211-м месте.
Один из сооснователей компании — Фэрли Дикинсон (1866—1948) — впоследствии стал основателем Университета Фэрли Дикинсона и одноимённого Фонда (Fairleigh Dickinson Foundation).